# Mór Than

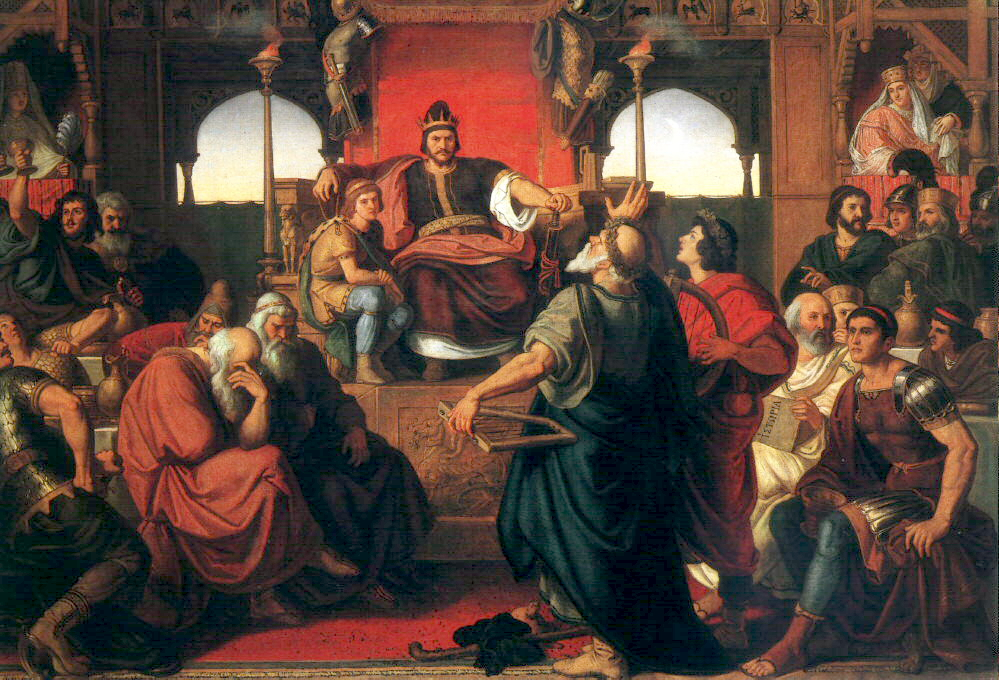
Mór Than – ”Attilas gästabud” (1870). Hungarian National Gallery, Budapest

Mór Than, född 19 juni 1828, död 11 mars 1899, var en ungersk konstnär. Han målade i en realistisk stil.